# Communauté de communes de la région de Portbail
 (décembre 2013).
Si vous disposez d'ouvrages ou d'articles de référence ou si vous connaissez des sites web de qualité traitant du thème abordé ici, merci de compléter l'article en donnant les références utiles à sa vérifiabilité et en les liant à la section « Notes et références ».
La communauté de communes de la région de Portbail  est une ancienne communauté de communes française, située dans le département de Manche et la région Basse-Normandie.

## Historique
La communauté de communes de la région de Portbail fut créée en décembre 1993 et unit les communes autour de Portbail. Dès 1974, ces communes s'étaient déjà rassemblées au sein d'un SIVOM pour gérer la collecte des ordures ménagères.
En 2004, les maires de ces communes décident de dissoudre la communauté de communes pour intégrer la nouvelle communauté de communes de la Côte des Isles avec les communes issus de la communauté de communes du canton de Barneville-Carteret.

## Composition
La communauté de communes regroupait sept communes (cinq du canton de Barneville-Carteret, deux du canton de La Haye-du-Puits) :
- Portbail
- Saint-Lô-d'Ourville
- Denneville
- Canville-la-Rocque
- Le Mesnil
- Fierville-les-Mines
- Saint-Jean-de-la-Rivière